# Archanara deleta
Archanara deleta là một loài bướm đêm trong họ Noctuidae.